# 井冈山南山公园
井冈山南山公园是位于中華人民共和國江西省井岡山市茨坪南端的一個公園。

## 歷史
公園建于1969年（一說始建于1968年），占地15公顷。原本公園建有550级石阶，沿途有5座凉亭，山顶建有1座五角亭塔式展览厅，亭塔顶上有一组中國工農红军士兵和赤卫队员的塑像。周围是石亭、石桌、石凳和观景栏。展厅内展出毛泽东、朱德等人在中華人民共和國建國後重上井冈山的照片和诗词题记以及党和国家领导人在井冈山的留影。
2017年3月，井冈山南山公园提升改造主体工程启动。改造工程包括入口广场改造、登山游步道改造、山顶广场改造、山顶红色基因传承展示馆建设、主题雕塑建设。山顶新建一个36.7米高的火炬，由底座2.7米和雕塑34米两部分组成，意思是1927年34岁的毛泽东来到井冈山。火炬所在地為火炬广场。火炬下方是占地1400平方米的“弘扬跨越时空的井冈山精神主题展览馆”。改造工程於同年9月29日竣工。